# Emil Tabakov
Emil Tabakov (Bulgaars: Емил Табаков) (Roese, 21 augustus 1947) is een Bulgaars dirigent, componist en contrabassist.
Zijn muziekopleiding kreeg hij aan de Nationale academie voor muziek in Sofia van docenten als Todor Tosjev (contrabas), Marin Goleminov (compositie) en Vladi Simeonov (directie). In 1974 en 1978 studeerde hij af in respectievelijk directie/contrabas en compositieleer. Al tijdens zijn studie dirigeerde hij het Philharmonisch Orkest van Rousse (1976-1979). Van daaruit ging aan de slag bij het Sofia Solisten Kamerorkest. In 1987 wisselde hij dat in voor het dirigentschap (chefdirigent) van het Philharmonisch Orkest van Sofia. In 1994 werd hij dirigent van het Philharmonisch Orkest van Belgrado, maar keerde in 1998 terug naar het orkest in Sofia om twee jaar de dirigentschappen in Sofia en Belgrado te combineren. Sinds 2014 is hij dirigent van het Radiosymfonieorkest van Bulgarije. Hij deelt het dirigentschap (concertseizoen) met het componeren (daarbuiten).
In 1977 won hij een eerste prijs in een directiewedstrijd vernoemd naar Nikolaj Malko, gehouden te Kopenhagen.
Hij was in 1997 enige maanden Minister van Cultuur van Bulgarije in de interim-regering van Stefan Sofijanski.
Hij componeerde 10 symfonieën (gegevens 2019, zie Symfonie nr. 4), concerto’s, kamermuziek en op bescheiden schaal ook koormuziek. Zijn muziek verscheen op kleine platenlabels binnen de klassieke muziek. In de jaren 2010-2019 begon Toccata Classics met een reeks opnamen van de symfonieën gedirigeerd door de componist. Zijn Motivity (Motieven) was in 2018 in Nederland te beluisteren in een uitvoering van Rick Stotijn.
- Bibliothèque nationale de France: cb13939921c (data)
- CiNii: DA12102085
- Gemeinsame Normdatei: 124251609
- International Standard Name Identifier: 0000 0001 1879 7060
- Library of Congress Control Number: n87111887
- MusicBrainz: 54893f7d-1fae-40a8-b72a-639d80f52d7f
- Nationale Bibliotheek van Tsjechië: jx20110826024
- Nationale Bibliotheek van Israël: 987007454380005171
- Système universitaire de documentation: 083489053
- Virtual International Authority File: 95336696
- WorldCat: E39PBJdxbMp4WmDkCbQdqQFh73